# La Traversée du fleuve
Vous pouvez aider à l'améliorer ou bien discuter des problèmes sur sa page de discussion.
- Il n'est pas vérifiable et peut contenir des informations totalement erronées. Il est fortement conseillé aux contributeurs d'étayer son contenu par des sources fiables. Sans cela, sa suppression pourrait être envisagée. (si vous venez d'apposer le bandeau, veuillez cliquer sur ce lien pour créer la discussion et en afficher les indications). (Marqué depuis novembre 2018)
- Il peut contenir un travail inédit ou des déclarations non vérifiées. Vous pouvez l’améliorer en ajoutant des références. (Marqué depuis novembre 2018)

- Archive Wikiwix
- Bing
- Cairn
- DuckDuckGo
- E. Universalis
- Gallica
- Google
- G. Books
- G. News
- G. Scholar
- Persée
- Qwant
- (zh) Baidu
- (ru) Yandex
- (wd) trouver des œuvres sur Wikidata

Vous pouvez aider à l'améliorer ou bien discuter des problèmes sur sa page de discussion.
- Il ne cite pas suffisamment ses sources. Vous pouvez indiquer les passages à sourcer avec {{référence nécessaire}} ou {{Référence souhaitée}}, et inclure les références utiles en les liant aux notes de bas de page. (Marqué depuis novembre 2018)
- Certaines informations devraient être mieux reliées aux sources mentionnées dans la bibliographie ou les liens externes. Améliorez sa vérifiabilité en les associant par des références. (Marqué depuis novembre 2018)
- Son ton est trop promotionnel ou publicitaire, voire hagiographique. Le texte doit adopter un ton neutre et encyclopédique. (Marqué depuis février 2024)

- Archive Wikiwix
- Bing
- Cairn
- DuckDuckGo
- E. Universalis
- Gallica
- Google
- G. Books
- G. News
- G. Scholar
- Persée
- Qwant
- (zh) Baidu
- (ru) Yandex
- (wd) trouver des œuvres sur Wikidata

La Traversée du fleuve est un roman historique de l'auteur britannique Caryl Phillips, publié au Royaume-Uni en 1993 et traduit en français le 18 avril 1995 par Pierre Furlan aux éditions de l'Olivier. Le Village Voice le qualifie d'« intrépide réinvention de la géographie et de la signification de la diaspora Africaine ». Le Boston Globe a écrit « La Traversée du fleuve porte avec une éloquence châtiée le témoignage l'éclatement des vies noires ».

## Résumé de l'intrigue
La Traversée du fleuve suit l'histoire de trois personnes noires au cours de différentes périodes et dans différents continents, dans leur lutte avec la séparation de leur lieu d'origine, l'Afrique. Le roman suit Nash, qui se voyage à partir de l'Amérique jusqu'à l'Afrique, pour éduquer les autochtones au sujet du Christ ; Marthe, une vieille femme qui tente de se rendre de la Virginie à la Californie pour échapper aux injustices de son statut d'esclave ; et Travis, un soldat de l'armée américaine qui se rend en Angleterre, pendant la Seconde Guerre mondiale.

### Explication du titre du roman
Le titre de la Traversée du fleuve se réfère à une métaphore du fleuve comme symbolisant à la fois la mort et de la délivrance. Au sens figuré, le fleuve symbolise les immenses obstacles que les populations africaines ont dû surmonter au cours de leur vie en étant déplacées de force. Ceux qui ont survécu au passage à leur nouvelle destination, passent le reste de leur vie à essayer de surmonter des obstacles. La plupart, cependant, comme l'indique Phillips, ne peuvent traverser la rivière et triompher que dans la mort. Le personnage du narrateur ancêtre semble également suggérer cela, quand il appelle ses enfants à rentrer à la maison auprès de lui de l'autre côté du fleuve, après qu'ils ont passé (dans) au-delà[Quoi ?]. Géographiquement, le fleuve fait allusion à l'Océan atlantique, l'étendue d'eau principale que les Africains avaient à traverser lorsqu'ils passaient en Amérique.

## Résumé
L'ouverture du roman est vue principalement du point de vue du "père" de Nash, Martha, et Travis mélangé avec les pensées du négrier anglais James Hamilton, qui sont mises en italique. Le narrateur explique qu'il a dû vendre ses trois enfants en l'esclavage parce que ses cultures n'ont rien donné et qu'il manquait d'argent.
L'histoire de Nash adulte, est tout d'abord révélée du point de vue de son maître blanc Edward Williams, qui a libéré Nash, afin qu'il puisse aller en Afrique avec l'American Colonization Society pour enseigner aux indigènes noirs. Edward, toutefois, reçoit une lettre lui apprenant que Nash a disparu du village Africain où il était enseignant. Edward s'embarque aussitôt sur un navire allant en Afrique, et après de nombreuses recherches, un ancien esclave de Edward l'informe que Nash est mort d'une fièvre. Edward est terriblement contrarié, et son deuil est encore empiré quand il se rend compte que son bien-aimé Nash n'était pas le chrétien bien sous tous rapports qu'il pensait de lui. Il trouve beaucoup d'indices qui soulignent le comportement négatif de Nash, comme sa collection impressionnante d'épouses autochtones. Le chapitre se termine avec Edward les bras ballants face à la masure, qui a été autrefois la résidence de Nash de la résidence, tandis que les autochtones le fixent, en tentant de comprendre l'apparente folie passagère d'un étranger choqué et déçu.
L'histoire continue alors avec Martha Randolph, une vieille femme qui, après avoir perdu son mari et sa fille lors d'une vente aux enchères d'esclaves, décide de fuir ses propriétaires dans le Kansas et de trouver la liberté, en Californie. Elle n'arrivera que jusqu'au Colorado pourtant, où le groupe avec lequel elle voyage l'abandonne parce qu'elle les ralentit. Une femme blanche offre à Marthe, un endroit où passer la nuit à l'abri du froid mordant, mais ce n'est pas assez. Quand la femme revient voir Martha le lendemain, Matha est décédée. La femme blanche décide qu'elle va devoir « choisir un nom pour elle pour qu'elle reçoive une sépulture Chrétienne » (p. 94), ce qui est ironique puisque Martha détestait recevoir un nouveau nom à chaque fois qu'elle était adoptée par un nouveau propriétaire différent, et parce que Martha ne croyait pas en Dieu.
La dernière partie est racontée à travers les yeux de Joyce, une Anglaise blanche qui tombe amoureuse de Travis, qui est le « frère » de Nash et Martha. Étant donné que l'histoire de Travis se déroule pendant la Seconde Guerre mondiale (environ un siècle après son prétendu frère Nash), on peut supposer que Travis est une sorte de réincarnation de Nash et de Martha, leur frère de plus d'un siècle auparavant. Dans ce cas, on peut supposer que le personnage de l'ancêtre du narrateur ne sont pas les véritables enfants de père ; au contraire, il est une sorte d'ancêtre omniscient qui a « écouté » ses « enfants » depuis « deux cent cinquante ans » (p. 1).
Joyce rencontre Travis au magasin de son mari. Le mari de Joyce est un mari violent, et quand celui-ci est jeté en prison pour avoir vendu des articles au marché noir, Joyce et Travis ont une liaison. Joyce enfante l'enfant de Travis, mais elle est obligée de l'abandonner après la mort de Travis au combat parce qu'il serait inacceptable qu'elle élève un bébé toute seule. Le chapitre se termine par une visite de Greer quand il est âgé de 20 ans, qui rencontre pour la première fois sa mère après avoir été élevé en orphelinat.
Le livre se termine avec l'ancêtre narrateur, une fois de plus, qui nous offre un point de vue optimiste, même après que tous ses enfants soient morts, disant que bien qu'il ait « vendu ses enfants bien-aimés... ils sont arrivés sur l'autre rive de la rivière, en étant aimés » (p. 237).

## Personnages deLa Traversée du fleuve
Personnages principaux
- L'Ancêtre : dans l'ouverture du roman, le narrateur est un vieil homme qui a été forcé de vendre ses trois enfants en esclavage à cause de ses mauvaises récoltes. À mesure que l'histoire se développe, il devient clair que le narrateur n'est pas une personne réelle. C'est plutôt une personnification de l'Afrique, ou une sorte de voix Africaine ou l'ancêtre, qui porte le deuil des enfants, qu'elle a perdus dans la diaspora.
- Edward Williams : un riche propriétaire de plantation qui croit que l'esclavage est mauvais mais y participe dans de nombreux aspects. C'est un Chrétien, l'homme dont le travail consiste à inculquer le christianisme à ses esclaves. Ses esclaves préférés ont été éduqués et sont allés à l'université aux frais d'Edward. Ceux qu'il considérait comme suffisamment dignes ont été envoyés au Liberia, sous l'égide de l'American Colonization Society.
- Nash Williams : l'esclave préféré d'Edward Williams qui part au Liberia comme un missionnaire chrétien et y meurt. Au Libéria, Nash tente d'établir un campement de colons chrétiens mais échoue lorsque son maître cesse de communiquer avec lui ou de le soutenir. Sans le soutien d'Edward, Nash se détourne du droit chemin et adopte beaucoup des coutumes africaines qu'il avait précédemment considérées comme primitive et antichrétiennes. Nash meurt d'une fièvre africaine quelques semaines après sa dernière communication avec Edward. Il meurt sans avoir terminé son travail de missionnaire et sans avoir réussi à rentrer en Amérique pour voir son ancien maître.
- Martha Randolph : une esclave fugitive dont le but dans la vie est d'atteindre la Californie pour rejoindre sa fille qui lui a été enlevée il y a bien longtemps. Elle ne parvient jamais en Californie, mais va tout de même jusqu'au Colorado, où elle décède d'hypothermie. Au moment de sa mort, Marthe est délivrée et rêve qu'elle atteint la Californie et retrouve sa fille, Eliza Mae.
- James Hamilton : un négrier et le capitaine du navire le Duc d'York, dont les actions sont en contradiction avec ses croyances religieuses. C'est un homme chrétien qui considère l'esclavage comme une injustice, sans que cela ne le dissuade d'entreprendre la traite d'êtres humains. Il conserve un journal de bord des événements et y écrit les difficultés de son voyage. C'est ainsi que le lecteur a accès à ses pensées.
- Joyce : une Anglaise blanche qui représente un progrès dans la discrimination à l'égard des noirs. Elle tombe amoureuse de Travis, un soldat afro-américain avec lequel elle a une liaison pendant que son mari violent, Len, est en prison. La couleur de peau n'est pas un problème pour Joyce, qui ne la mentionne jamais.
- Travis : officier noir dans l'Armée américaine en faction à l'étranger. Il tombe amoureux de Joyce et lui donne le respect et la considération qu'elle n'a jamais reçus de la part de son mari violent. Il est le seul personnage qui incarne les valeurs chrétiennes sans hypocrisie ou faux-semblants. Il est déplacé en Italie où il meurt, et laisse Joyce veuve et son fils orphelin de père.

Autres personnages
- Madison Williams
- Amelia Williams
- Charles
- Chester
- Lucy
- Eliza Mae
- Len
- La mère de Joyce

## Principaux thèmes
Dislocation et Restauration
Le sentiment de perte et de douleur dans le roman découle d'une chose principale: la dislocation. La Dislocation est la seule chose qui crée toutes les histoires douloureuses. On se demande ce qui serait arrivé à ces personnages si les marchands d'esclaves ne les avaient pas arraché de leur patrie.
Nash ne serait jamais devenu le petit préféré d'Edward en Amérique, et ne serait jamais retourné en Afrique pour se battre contre la maladie sans succès et finir par mourir. Martha n'aurait jamais perdu son mari et sa fille. Et Travis ne se serait jamais mort en Italie. Tous ces personnages sont morts dans des terres qui leur étaient étrangères, ce qui suggère que les personnages étaient mal à l'aise dans leurs nouveaux milieux depuis qu'ils avaient été arrachés d'Afrique. Le narrateur au début et à la fin du texte, cependant, est toujours optimiste, estimant que ses enfants vont pouvoir passer de l'autre côté du fleuve – leur vraie maison - s'ils sont déterminés et prêts à survivre.
Nash, Martha, et Travis ont tous lutté et a défié ce qui était attendu d'eux; ils n'ont pas docilement accepté leur situation. Nash est devenu tellement délirant en Afrique en tant que missionnaire qu'il était presque comme un propriétaire d'esclaves lui-même, forcer les indigènes à travailler pour lui, et de moquerie à leurs idées de la religion et des pratiques culturelles. Martha, d'autre part, cherché la liberté sur la Côte Ouest, et Travis est tombé amoureux d'une femme blanche. Tous ces caractères défié l'attente que les noirs seraient live faible, soumis vies et de satisfaire les désirs de l'homme blanc. De cette façon, ils ont pu trouver de l'autre côté de la rivière et de s'enraciner en tant que “semences d'arbres” (p. 2).
Contradiction de l'émancipation et de la restriction
L'ironie de La Traversée du fleuve est que, bien que Nash, Martha, et Travis soient tous "libres", ils sont toujours réprimés de nombreuses façons. Ils gèrent chacun leur nouvelle liberté de différentes façons: Nash accepte d'aller en Afrique comme l'un des très peu nombreux hommes noirs éduqués et libres. Plus tard, cependant, sa propre vision du monde devient limitée et restreinte dans sa propre vision du monde–, il voit les choses comme le ferait un propriétaire d'esclaves vers la fin du roman. La liberté pour Martha se fait au prix de sa vie comme elle échappe à la famille Hoffmans dans le Kansas. Travis, dont l'histoire se déroule après la Proclamation d'émancipation, est techniquement libre, mais est encore enchainé par une culture blanche qui refuse d'accepter sa relation avec une femme blanche. Au lieu que la liberté leur permettant d'améliorer leur vision du monde, la liberté les entrave et constitue un obstacle de plus qu'ils doivent surmonter avant de pouvoir atteindre l'autre côté du fleuve.
Christianisme et de son rapport à la morale et à l'hypocrisie
Les chrétiens, dans la Traversée de la Rivière sont présentés de manière quelque peu négative. Beaucoup de personnages de Phillips personnages manquent de foi, et la majorité de ceux qui croient agissent de façon hypocrite.
Par exemple, l'un des personnages principaux, Martha, a cessé de croire en Dieu parce qu'elle ne pouvait pas sympathiser avec la souffrance ce fils de Dieu comparée avec sa souffrance personnelle” (p. 79). Martha, ayant perdu son mari, sa fille et tout ce qui lui était cher, a complètement perdu foi en quoi que ce soit y compris en la religion. Les propriétaires de Martha sont les Hoffman, qui sont quant à eux des chrétiens dévoués et essayent de forcer Martha à aller à un  “renouveau par le fleuve” où un prêtre essaye de "mettre de la lumière dans l'âme noire de Martha” (p. 79). Les Hoffman essayent de vendre Martha quand la famille décide de déménager en Californie. Il n'hésitent pas une seconde avant de la renvoyer au Missouri, où le racisme et les marchands d'esclaves sont florissants. Leur décision démontre un manque de fortes valeurs morales malgré leur foi.
Joyce, l'amoureuse de Travis, ne croit pas non plus en Dieu. Elle s'attendait à ce que Dieu l'écoute après son avortement, et quand il ne l'a pas fait, elle a « quitté le Christ » (p. 194). Joyce semblait vouloir une forme de réconciliation avec sa mère froide et distante et espérait que la religion puisque combler le fossé entre elles. Mais quand Joyce a quitté l'église, sa mère "(l')a quitté" (p. 194).
Le Hoffmans et la mère de Joyce (ainsi que Hamilton et Nash), avaient la prétention d'être de bons Chrétiens. En réalité, cependant, ces personnages à la moralité tout sauf bonne. Ils ont tous essayé d'imposer leurs croyances à des personnes qu'ils jugeaient être au-dessous d'eux. Phillips semble dire que c'est mal d'arracher les gens de leur pays d'origine, puis leur imposent un système de pensée auquel même les soi-disant Chrétiens ne croient même pas. Les Hoffman, la mère de Joyce, Hamilton, et Nash sont tous des hypocrites. Martha et Joyce ont du mal à trouver leur place dans ce système de valeurs, de la même façon que les Africains ont du mal à trouver leur chemin jusqu'en Amérique ou n'importe quel autre endroit où ils ont été forcés d'aller depuis qu'ils ont été arrachés à leur patrie. Travis semble être le seul qui maintient sa croyance chrétienne sans devenir un hypocrite. Quand la mère de Joyce meurt, il demande s'il peut dire une prière et Joyce le lui permet. Il ne pousse jamais Joyce à accepter sa religion. Travis a évidemment des défauts (comme le démontre sa liaison avec Joyce) mais au moins il ne fait jamais semblant d'être quelqu'un qu'il n'est pas.

## Importance littéraires et réception
La Traversée du fleuve a été traduite en plusieurs langues et est reconnue pour son portrait de la réalité de la diaspora africaine. Il s'est vendu à des centaines de milliers d'exemplaires depuis sa publication initiale en 1993 et est devenue une lecture obligatoire dans les universités à travers les États-Unis. Des chercheurs noirs autant que les critiques se sont émerveillés de la vision profonde de Caryl Phillips des luttes des Africains dans l'un des plus grands bouleversements et déplacements de populations de l'Histoire.
"Cet ambitieux roman est un chant choral.... Les dons de Phillip sont manifestes et ses prouesses techniques, grandissent à chaque roman.... Une performance impressionnante et maitrisée." —Chicago Tribune
"Écriture magnifiquement mesurée qui évoque puissamment les réalités et les ramifications de la diaspora Africaine. Un chef-d'œuvre." —Kirkus Reviews
"Avec ironie, euphémisme, et une compression artistiques... Phillips distille la diaspora Africaine en une essence, amère, et inoubliable." —Entertainment Weekly
"Mémorable, personnages crédibles, vision d'ensemble, et l'évocation narrative en font un roman à la fois qui résonne et est profondément émouvant.... Une émouvante méditation sur la rigueur et la persévérance de gens arrachés à leur maison." —Publishers Weekly

## Allusions et références

### Allusions à d'autres œuvres
le discours de Martin Luther King “I have a Dream"
L'ancêtre de Nash, Martha, et Travis mentionne dans son allocution de clôture, la citation suivante tirée du discours de Martin Luther King I have a dream : "j'ai un rêve qu'un jour sur les collines rouges de Géorgie, les fils des anciens esclaves et les fils des anciens propriétaires d'esclaves pourront s'asseoir ensemble à la table de la fraternité." La citation est utile quand on la compare à l'ensemble de l'expérience africaine de l'expérience à travers les générations parce qu'il se rapporte à une figure récente dans l'histoire noire.
Harriet Beecher Stowe dans la case de l'Oncle Tom
“La traversée du fleuve”, comme mentionné précédemment, est une référence à La Case de l'oncle Tom lorsque l'esclave Eliza traverse le fleuve pour échapper à son maître. Toutefois, selon certains chercheurs en littérature, la traversée du fleuve signifiait aussi le passage “de ce monde à l'autre.” Ce sens correspond bien au désir de l'ancêtre du désir de faire appel à ses enfants par-dessus la rivière après leur mort. Semblable au discours “I have a dream”, la case de l'Oncle Tom tisse ensemble un autre perspective de l'histoire noire. En effet, même si le texte a été écrit par une femme blanche, il était essentiel, en remuant bien le sentiment anti-esclavagiste, même dans des pays aussi éloignés que l'Angleterre. La Case de l'oncle Tom a fait avancer de façon essentielle la cause des Afro-Américains à travers le monde.
Phillips encore une allusion au roman quand il nomme la fille de Martha, Eliza Mae. Eliza et Eliza Mae sont toutes deux des filles perdues de vue depuis longtemps. Eliza rencontre sa mère au Canada à la fin. Martha pour sa part, ne rencontre Eliza Mae que dans ses rêves et se rend compte que Eliza Mae a changé son nom pour s'appeler Cleo. Martha rapporte que "tout n'était pas droit" (p. 94). Marthe meurt quelques instants plus tard, ce qui indique sa libération de l'angoisse de ne pas trouver sa fille. Par la mort, Martha est enfin en mesure de surmonter la douleur de sa vie et de "traverser le fleuve."

### Allusions historiques
1re et 2e Guerres mondiales
Une grande partie de la narration de Joyce se concentre sur ces deux événements historiques. Elle mentionne tout d'abord son père, qui est mort pendant la Grande Guerre, ce qui explique en partie la tristesse et l'hostilité de la mère de Joyce dans l'ensemble du texte. La seconde Guerre mondiale, cependant, prend une importance bien plus grande dans le roman, car elle se déroule au moment où Joyce raconte son récit. Le texte mentionne Adolf Hitler, les livres de rationnement, les puissances de l'Axe, Benito Mussolini, Neville Chamberlain, Winston Churchill, les rideaux occultant, les avions Jerry, et même le manque de produits d'hygiène de base, comme des produits comme le savon parfumé ; de sorte que le lecteur ait une idée de ce que c'était de vivre à cette période. Joyce parle de la chute de la France et de la déception se lisant sur le visage des troupes en entendant la nouvelle. Plus important encore, cependant, la seconde Guerre Mondiale a coûté la vie à la mère de Joyce et à son mari, Travis. Le premier est mort quand les Allemands ont bombardé sa petite ville, car il avait une aciérie, et le second est mort en Italie, quelques semaines avant la fin de la guerre.
Société Americaine de Colonisation
Edward Williams envoyé Nash Williams au Liberia, sous l'égide de l'American Colonization Society. La société a véritablement existé jusqu'en 1964. Son nom complet était La "Société pour la Colonisation de Gens de Couleur Libres de l'Amérique". Aujourd'hui, les chercheurs discutent de la mesure des ambitions de la société de colonisation, de ses développement du Liberia, et si elle était ou non une société raciste. La société a étroitement surveillé et contrôlé le Liberia jusqu'à son indépendance en 1847.

## Prix et nominations
- 1993 Prix James Tait Black (de fiction), l'Université d'Édimbourg en Écosse qui reconnaît le meilleur de la littérature écrite en langue anglaise.
- 1994 Finaliste du Prix Booker, le Booker vise à récompenser le meilleur roman de l'année, écrit par un Britannique ou un auteur du Commonwealth.
- 1994 Prix Lannan Literary Award, la fondation s'efforce "d'honorer des auteur-es établi-es et émergent-es dont le travail est d'une qualité exceptionnelle."
- 2000 Membre de la Société royale de la littérature, société qui récompense les talents littéraires au Royaume-Uni
- 2012 Best of du Prix James Tait Black, dans la liste de présélection[1],[2].

## Adaptation radiophonique
- Crossing the River, Radio BBC 3, 1985

## Historique de publication
- 1993 : Royaume-Uni, Bloomsbury Publishing  (ISBN 0-679-40533-X), 18 janvier 1993, couverture rigide (première édition)
- 1995, États-Unis, Vintage  (ISBN 0-679-75794-5), le 15 janvier 1995, édition en livre de poche
- 18 avril 1995, éditions de l'Olivier